# Badminton bei den Indischen Nationalspielen
Bei den Indischen Nationalspielen werden im Badminton fünf Einzeldisziplinen und ein Mannschaftswettkampf für gemischte Teams oder zwei Teamwettbewerbe getrennt für Damen und Herren ausgetragen.

## Titelträger
| Saison | Herreneinzel              | Dameneinzel       | Herrendoppel                              | Damendoppel                   | Mixed                                    | Herrenteam | Damenteam   |
| ------ | ------------------------- | ----------------- | ----------------------------------------- | ----------------------------- | ---------------------------------------- | ---------- | ----------- |
| 2011   |                           |                   |                                           |                               |                                          |            |             |
| 2015   | Madhya Pradesh            | Kerala            | Kerala                                    | Telangana                     | Kerala                                   | Haryana    | Telangana   |
| 2022   | B. Sai Praneeth           | Aakarshi Kashyap  | P. S. Ravikrishna Sankarprasad Udayakumar | Siki Reddy Gayathri Gopichand | K. Sai Pratheek Ashwini Ponnappa         | Telangana  | Telangana   |
| 2023   | Tharun Mannepalli         | Anupama Upadhyaya | Nithin H. V. Pruthvi Krishnamurthy Roy    | Shikha Gautam Ashwini Bhat    | Shaik Gouse Pooja Dandu                  | Karnataka  | Assam       |
| 2025   | Sathish Kumar Karunakaran | Anmol Kharb       | Nithin H. V. Prakash Raj S.               | Shikha Gautam Ashwini Bhat    | Sathish Kumar Karunakaran Aadya Variyath | Tamil Nadu | Maharashtra |